# La Charrette (peinture)
La Charrette (en anglais : The Market Cart) est une peinture réalisée en 1786 par Thomas Gainsborough, l’une de ses dernières toiles de paysages. Il l'exposa pour la première fois chez lui à Pall Mall à Londres en 1786 et y ajouta la figure d'un bûcheron rassemblant des fagots de bois en 1787. L'œuvre se trouve maintenant à la National Gallery de Londres, où elle a été présentée par les gouverneurs de la British Institution en 1830. 